# Maracay
Maracay là một thành phố bắc trung bộ Venezuela, gần bờ biển Caribê. Phần lớn thành phố nằm tron đô thị Girardot. Thành phố này là thủ phủ bang Maracay. Thành phố có diện tích 911,57 km2, dân số thời điểm năm 2010  ước tính khoảng 1.302.000 người. Đây là thành phố lớn thứ 5 tại Venezuela.